# Enciclopedia Cugetarea
Enciclopedia Cugetarea este o enciclopedie centrată pe istoria și cultura românilor, alcătuită de Lucian Predescu între anii 1936 și 1939, care a apărut în 1940 la Editura Cugetarea – Georgescu Delafras din București.
Motivația principală a redactării acestei enciclopedii a fost, în cuvintele autorului, faptul că „noi, Românii, nu avem o enciclopedie a noastră în care să pulseze numai energia românească” și că „enciclopediile străine neglijează aproape cu desăvârșire materialul românesc”.
Ea a fost tipărită prin grija lui Petre Georgescu-Delafras, cu conlucrarea lui Ștefan Ionescu, subdirectorul editurii.
A fost reeditată în 1999, de editura Saeculum și editura Vestala.

## Ediții
- Predescu, Lucian (1940), Enciclopedia Cugetarea: Material românesc. Oameni și înfăptuiri, București: Institutul de Arte Grafice Cugetarea – P.C. Georgescu Delafras
- Predescu, Lucian (1999), Enciclopedia României/Cugetarea: Material românesc. Oameni și înfăptuiri, Ediția a II-a, București: Editura Saeculum I.O./Editura Vestala